# 아산 전윤장 묘
아산 전윤장 묘(牙山 全允臧 墓)은 대한민국 충청남도 아산시에 있는 고려 충혜왕에서 공민왕대에 활약한 인물의 분묘이다. 2013년 11월 11일 충청남도 기념물 제189호로 지정되었다.

## 개요
전윤장은 고려 충혜왕에서 공민왕대에 활약한 인물로 분묘의 형태는 고려후기 세족계층 분묘의 일반적인 형태인 방분으로 4면에 장대석으로 된 2단의 호석(護石)으로 둘렀다. 방분의 규모는 318(전면)×379(측)×140(높이)cm이며 호석의 크기는 부정형이다.
우측 문인석 규모는 153(높이)×40(가슴폭)×30(두께)cm, 좌측 문인석 규모는 117(높이)×35(가슴폭)×26(두께)cm이다. 문인석은 얼굴을 바로 들어 당당한 자세이고, 근엄한 인상을 주며, 눈썹은 표현되지 않았다. 목을 표현하지 않고 머리가 어깨 가슴 등과 연결되어 있고 양 소매 사이의 의습선은 ‘八’형보다는 ‘11’형에 가깝다. 눈은 가장 자리를 깊게 파내어 장승의 분위기를 풍기며 몸통도 대체로 윤곽이 없는 형태이며 관모는 복두공복형이다. 분묘의 전면에 상석과 향로석이 놓여져 있으며 상석은 판석의 형태로 두께가 얇게 되어 있으며 고려시대 분묘에 상석과 향로석이 놓인 경우가 거의 없는 것으로 보아 후대에 전승되는 과정에서 조성된 것으로 보인다. 현재 충남지역에 고려시대 분묘형식인 호석을 두른 방분은 매우 드물어 역사적 가치가 높아 충청남도 기념물로 지정되었다.

## 같이 보기
- 전윤장

## 참고 자료
- 아산 전윤장 묘 - 국가유산청 국가유산포털